# Стенкамп, Рива
Рива Ребека Стинкамп (африк. Reeva Rebecca Steenkamp /ˈriːvə ˈstiːən.kʌmp/; 19 августа 1983, Кейптаун — 14 февраля 2013, Претория) — южноафриканская фотомодель и телеактриса. Была застрелена известным бегуном-ампутантом Оскаром Писториусом.

## Биография
Рива Стинкамп родилась 19 августа 1983 года в Кейптауне (ЮАР), но ещё в детстве она переехала вместе со своим родителями в Порт-Элизабет.
Начала карьеру модели в начале 2000-х годов, появлялась в журнале FHM и во многих других печатных изданиях. Стенкамп должна была появиться в пятом сезоне реалити-шоу Tropika Island of Treasure.
Рива несколько месяцев встречалась с легкоатлетом Оскаром Писториусом.

## Гибель
Была застрелена 14 февраля 2013 года примерно в 3 часа ночи в доме Писториуса в Претории. Слухи о том, что Писториус ошибочно принял её за грабителя, полиция не подтвердила, заявив, что преступление носит «бытовой характер». Полиция считает, что кроме их двоих на территории никого не было.
10 сентября 2014 года Оскар Писториус был признан невиновным в предумышленном убийстве, но 12 сентября 2014 года его признали виновным в непреднамеренном убийстве, которое по законам ЮАР может караться сроком до 15 лет лишения свободы. 21 октября 2014 года суд приговорил Писториуса к пяти годам тюремного заключения.
3 декабря 2015 года Оскар Писториус признан виновным в умышленном убийстве своей подруги. 6 июля 2016 судья продлила заключение до шести лет лишения свободы. 
24 ноября 2017 года — Верховный апелляционный суд ЮАР после рассмотрения апелляции прокуратуры увеличил срок приговора южноафриканскому легкоатлету-ампутанту Оскару Писториусу, получившему 6 лет тюрьмы за умышленное убийство своей подруги Ривы Стенкамп, до 13 лет 5 месяцев.